# Mario Moronta
Mario del Valle Moronta Rodríguez (Caracas, 10 de febrero de 1949-San Cristóbal, 4 de agosto de 2025) fue un filósofo, teólogo, eclesiástico y profesor católico venezolano, obispo de San Cristóbal de Venezuela entre 1999 y 2024. Fue primer vicepresidente de la Conferencia Episcopal Venezolana.

## Biografía

### Primeros años
Nació el 10 de febrero de 1949 en la parroquia El Valle, en la ciudad venezolana de Caracas, siendo el hijo primogénito de Mariano Antonio Moronta Cabrera y Francisca Teresa Rodríguez. 
Fue bautizado diez meses después en Caracas y, a los siete años, recibió su primera comunión.
Pasó su infancia entre la casa de su abuela materna en El Valle y la zona de Catia. Debido a la violencia generada por los enfrentamientos entre la guerrilla urbana y las fuerzas militares y policiales, su familia se trasladó a San Antonio de Los Altos.

### Formación
Realizó su formación primaria en el Colegio San José de Calasanz, en Catia, regentado por los Escolapios, hasta completar el quinto grado. En 1960, a los 11 años, ingresó al Seminario Menor de Caracas, donde completó la formación primaria y secundaria, graduándose como Bachiller en Humanidades en 1966. Durante esta etapa también participó como Boy Scout.
Posteriormente ingresó al Seminario Mayor, asistiendo a los cursos de Filosofía en la Universidad Católica Andrés Bello, donde obtuvo la licenciatura en dicha materia (1966-1970). Más adelante, fue enviado como estudiante al Pontificio Colegio Pío Latinoamericano y realizó estudios en Roma (1970-1973), donde obtuvo el bachillerato en Teología por la Pontificia Universidad Javeriana y la licenciatura en Ciencias bíblicas por el Pontificio Instituto Bíblico.
Realizó estudios en la Pontificia Universidad Gregoriana, donde obtuvo el doctorado en Sagrada Teología, con mención summa cum laude, con el trabajo: Ser "Luz en el Señor" (Ef. 5,8) El Símbolo de la Luz en Pablo y su significación bíblico-teológica (1985).

### Vida religiosa
Desde niño descubrió su vocación sacerdotal, influenciado por el ejemplo de sus padres y, de manera especial, por su abuela materna, así como por la cercanía con los Escolapios.
En 1965, se convirtió en el primer seminarista de la recién erigida diócesis de Los Teques. 
Fu ordenado diácono con tan sólo 24 años. Su ordenación sacerdotal fue el 19 de abril de 1975, en la Catedral de Los Teques, a manos del arzobispo Juan José Bernal, incardinándose en la diócesis de Los Teques.
Como sacerdote ha desempeñado los siguientes ministerios:
- Vicario parroquial de la Catedral de Los Teques (1975).
- Profesor del Seminario Mayor de Caracas.
- Párroco de Nuestra Señora del Rosario, en Cúa y vicario episcopal territorial de Los Valles del Tuy(1976-1977).
- Párroco de Nuestra Señora de Copacabana y vicario episcopal territorial de Guarenas-Guatire (1977- 1981).
- Vicario parroquial de San José Obrero, en Los Teques.
- Responsable de la Pastoral juvenil y vocacional.
- Secretario-canciller de la curia diocesana (1985-1998).
- Miembro del Consejo Presbiteral.

### Episcopado
El 2 de abril de 1990, el papa Juan Pablo II lo nombró obispo titular de Nova y obispo auxiliar de Caracas. Fue consagrado el 27 de mayo del mismo año, a manos del cardenal-arzobispo José Alí Lebrún Moratinos.
- Vicario general.
- Miembro del Consejo Presbiteral y del Colegio de Consultores.
- Administrador diocesano (1995).
- Vice postulador de la causa de beatificación de José Gregorio Hernández.

El 2 de diciembre de 1995, fue nombrado obispo de Los Teques.

#### San Cristóbal
El 14 de abril de 1999, el papa Juan Pablo II lo trasladó a la diócesis de San Cristóbal de Venezuela. Tomó posesión canónica de la sede el 18 de junio del mismo año.
Convoca al segundo Sínodo Diocesano de San Cristóbal que lleva como lema: La Iglesia del Táchira se renueva en espíritu y verdad cerrando sus sesiones el 12 de octubre de 2007.
El 24 de septiembre de 2009 fue designado por el papa Benedicto XVI como miembro de la Congregación para la Doctrina de la Fe, cuya función es vigilar la doctrina católica en el mundo.
Su renuncia fue aceptada el 31 de octubre de 2024.
En la Conferencia Episcopal Venezolana (CEV), fue subsecretario general (1987-1990), secretario general (1990-1996), presidente de la Comisión Episcopal de Laicos y para el Colegio Venezolano en Roma. También fue vicepresidente del Hiperclero.
En la Consejo Episcopal Latinoamericano (CELAM), fue responsable del Departamento de Vocaciones y Ministerios, y vicepresidente del Departamento de Laicos.
Se desempeñó como profesor de Lógica, Teoría del conocimiento, Doctrina social de la Iglesia, Cristología, Orden sacerdotal, Religiosidad popular, Sagradas Escrituras.

## Fallecimiento
Falleció el 4 de agosto de 2025, a las 7:35 AM en la Ciudad de San Cristóbal, Táchira, Venezuela, a los 76 años de edad.

## Condecoraciones
- Doctorado honoris causa por la Universidad Nacional Experimental del Táchira.[5]

## Publicaciones
Es autor de más de veinticinco publicaciones de carácter científico y algunos subsidios para la manifestación de la piedad popular, entre ellas se destacan:
- Puebla: opción fundamental de la Iglesia; colaboración con Baltazar Porras (1980).
- Con la mirada puesta en Santo Domingo... (1991).
- Solidarios con Venezuela: documentos sociales del Episcopado Venezolano, 1958-1992 (Ed. Asociación Civil Trípode, 1993).
- Yo, la vida (1994).
- Hacia un cristianismo comprometido en Venezuela: Meditaciones sobre las Siete Palabras (Ed. Fondo Editorial A.L.E.M., 1997).
- Configurados a Cristo Sacerdote: manual de la espiritualidad del presbítero diocesano (Ed. Asociación Civil Trípode, 2003).
- A imagen del Buen Pastor. La Caridad Pastoral (Ed. San Pablo, 2004).
- Retiros espirituales para los sacerdotes de la diócesis de San Cristóbal (enero de 2005).
- Discípulo y apóstol de Jesucristo: la espiritualidad del obispo (Ed. CELAM, 2008).
- El presbiterio y la fraternidad sacerdotal: Elementos para una reflexión teológica (Ed. Biblioteca de Autores Cristianos, 2008).
- El maestro, los discípulos y el camino (2011).
- Con las Sandalias del Peregrino (2011).
- La conversión pastoral (Ed. CELAM, 2014).
- El sacerdocio de la Nueva Alianza: manual de teología del sacerdocio (Ed. FES Fondo Editorial Sanmiguel, 2017).[11]
- José... ¡con corazón de Padre! (Ed. San Pablo, 2021).
- El hombre nuevo: manual de teología del laicado (2022).[12]
- Enséñanos a orar: El padre nuestro (2025).